# Homomonument
Das Homomonument ist ein Denkmal im Zentrum von Amsterdam bei der Westerkerk am Westermarkt. Es wurde 1987 nach einem Entwurf der niederländischen Künstlerin Karin Daan (* 1944) errichtet und ist allen homosexuellen Menschen gewidmet, die aufgrund ihrer sexuellen Orientierung unterdrückt oder ermordet wurden und werden sowie jenen, die aktiv gegen Hass und Unterdrückung und für Freiheit und Gleichberechtigung eintreten. Es ist weltweit das erste Monument dieser Art.

## Gesamtsymbolik

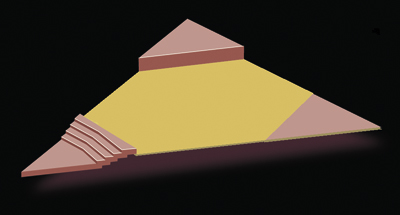
Übersicht des Homomonuments

Das Monument besteht aus drei gleichseitigen Dreiecken mit einer Seitenlänge von 10 Metern, welche aus poliertem rosa Granit gefertigt sind und in einiger Entfernung voneinander platziert sind. Linien aus Pflastersteinen verbinden die Winkel zu einem großen gleichseitigen Dreieck mit einer Seitenlänge von 36 Metern. Zwischen diesen Winkeln spielt sich das alltägliche Leben ab, auch die Straße entlang der Keizersgracht führt durch das Monument und es kann passieren, dass man es nicht als Gesamtwerk wahrnimmt. Diese offene Anordnung unterstreicht auch die Bedeutung für die Gegenwart und die Zukunft.
Die Gestaltung des Denkmals als rosa gleichseitiges Dreieck bezieht sich auf den Rosa Winkel, den bi- und homosexuelle Insassen als Kennzeichnung in den Konzentrationslagern tragen mussten. Während der Zeit des Nationalsozialismus wurden alleine im Gebiet des Altreiches mehr als 50.000 Jugendliche und Männer nach § 175 verurteilt, 10.000 bis 15.000 wurden, oft im Anschluss an ihre Haft, in Konzentrationslager eingewiesen und etwa 53 % von diesen kamen ums Leben. Nach der Besetzung der Niederlande am 10. Mai 1940 erließ Arthur Seyß-Inquart als Reichskommissar für die Niederlande am 3. August 1940 eine Verordnung über „die Bestrafung der unnatürlichen Unzucht“, welche erstmals seit 1811 einfache Homosexualität wieder unter Strafe stellte und eine Strafe von maximal vier Jahren Gefängnis vorsah. Allerdings wurden in den Niederlanden während der deutschen Besatzung wesentlich weniger Homosexuelle verfolgt als in den unmittelbaren Nachkriegsjahren. Es sind keine Fälle bekannt, in denen Niederländer aufgrund ihrer Homosexualität in Konzentrationslager deportiert geschweige denn ermordet wurden. In den 1970er Jahren wurde dann in der zweiten Welle der europäischen Schwulenbewegung der einst negativ besetzte Rosa Winkel zu einem Symbol für Emanzipation und Selbstbewusstsein. Seitdem sich ab den 1990ern die farbenprächtige Regenbogenfahne auch in Europa verbreitete, schwindet das Wissen um den Rosa Winkel und seine Bedeutung muss heute wieder häufiger erklärt werden.
Das Monument soll ausdrücken, dass sich das Vergangene nicht wiederholen darf und mahnt zur Wachsamkeit. Es ist aber auch all jenen homosexuellen Männern und Frauen gewidmet, die jemals oder noch immer von Regierungen, denen sie nicht ins Konzept passen, unterdrückt und ermordet wurden und werden. Gleichzeitig ehrt es auch alle Schwulen und Lesben, welche für die Freiheit und Gleichheit all jener Menschen gekämpft haben, deren sexuelle Orientierungen und Präferenzen von der sozialen Norm abweichen.

## Die einzelnen Winkel

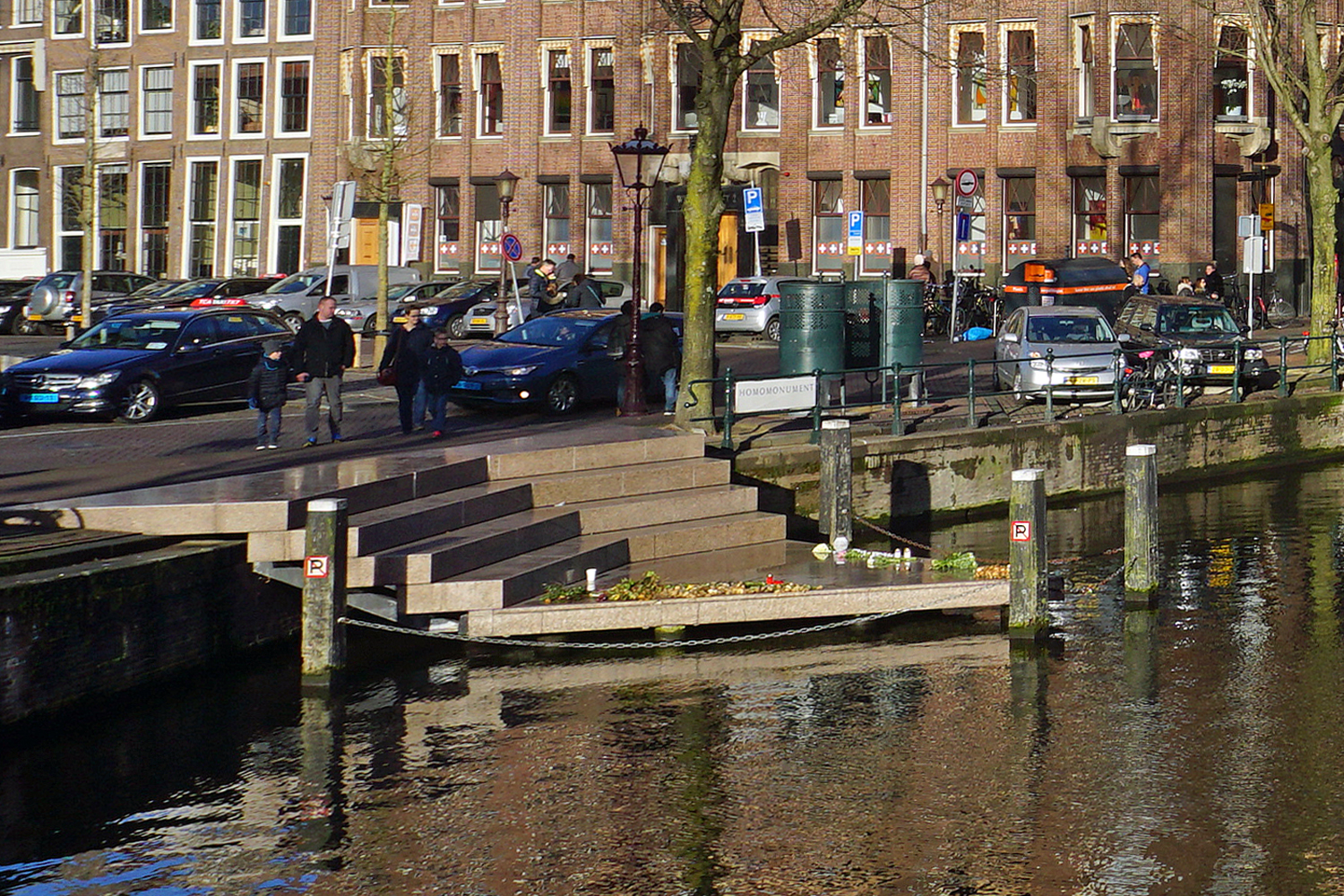
Die Stufen, „Gegenwart“

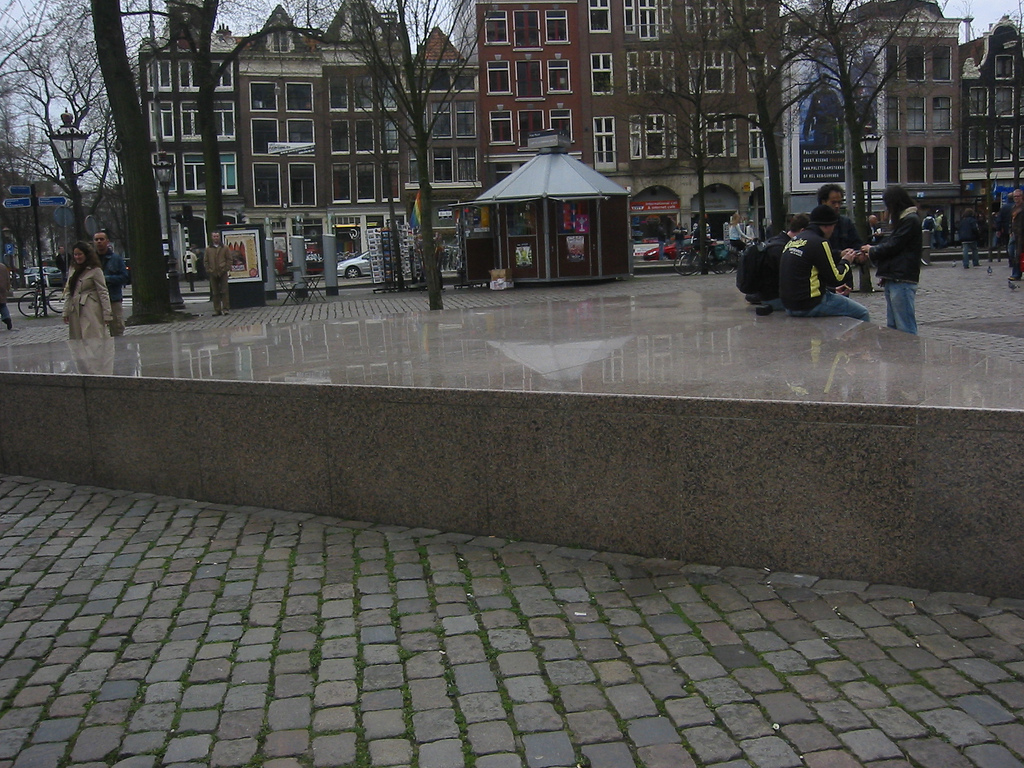
Das Podest, „Zukunft“

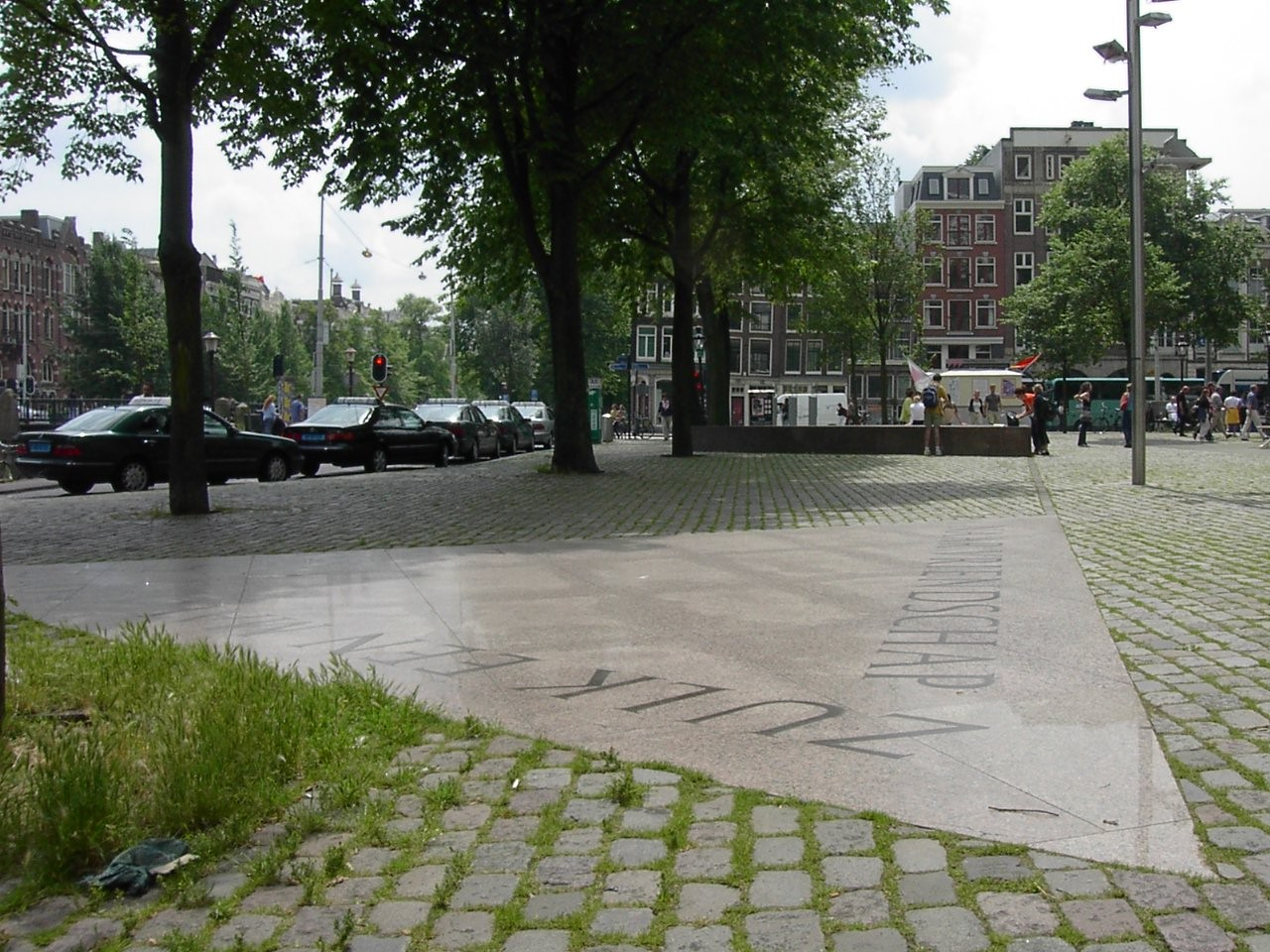
Der ebenerdige Winkel, „Vergangenheit“.
Im Hintergrund das Podest.

Einer der Winkel bildet Stufen zur und eine Plattform über der Keizersgracht, der zweite ist ein Podium und der dritte eben im Boden eingelassen. Die Ecken des sich ergebenden großen Winkels sind bewusst auf bestimmte Punkte in der Stadt ausgerichtet.

### Stufen – Gegenwart
Die Stufen an der Keizersgracht symbolisieren die Gegenwart und weisen zum Nationalmonument am Dam, einem zentralen Platz in Amsterdam. Es ist ein Mahnmal für die Opfer der deutschen Besatzung im Zweiten Weltkrieg und Monument der Befreiung und des Friedens. Deshalb steht es jährlich am 4. Mai, dem niederländischen Volkstrauertag, im Mittelpunkt der Feierlichkeiten.

### Podest – Zukunft
Das etwa 60 Zentimeter hohe Podest symbolisiert die Zukunft und deutet mit der Ecke des großen Dreiecks in Richtung des Hauptsitzes der LGBT-Organisation COC Nederland in der Rozenstraat, welche 1946 gegründet wurde.

### Ebene – Vergangenheit
Der zwischen die Pflastersteine gelegte Winkel symbolisiert die Vergangenheit und weist mit einer Ecke auf das Anne-Frank-Haus, in dem sich das jüdische Mädchen Anne Frank versteckt hielt. Sie wurde entdeckt und kurz vor Kriegsende von den Nationalsozialisten ermordet. Heute sind ein Museum und ein Dokumentationszentrum darin untergebracht, die sich aktiv gegen Faschismus, Intoleranz und rassistische Diskriminierung einsetzen. In dieser Ecke ist eine Verszeile aus dem 1917 veröffentlichten Gedicht Aan eenen jongen visscher eingraviert: Naar vriendschap zulk een mateloos verlangen. Der Text stammt von Jacob Israël de Haan (1881–1924) und drückt die Haupttriebkraft zwischenmenschlicher Beziehungen aus. Die Schriftart dazu wurde eigens vom Typografen Frank Blokland geschaffen.
De Haan lebte schon zur damaligen Zeit recht offen schwul. Seine erste Novelle Pijpelijntjes veröffentlichte er 1904 und erzählte darin nur leicht verschleiert sein eigenes promiskuitives schwules Leben mit Arnold Aletrino im Amsterdamer Arbeiterviertel De Pijp. Das Buch war Aletrino gewidmet und die Spitznamen der zwei Hauptfiguren waren dieselben wie im realen Leben. Aletrino und die Verlobte von de Haan kauften fast alle Exemplare auf, um einen Skandal zu vermeiden, in den beide verwickelt gewesen wären. De Haan schrieb die Novelle um, verwendete neue Spitznamen und veröffentlichte sie ohne Widmung. Er verlor seine Stellen als Grundschullehrer und Journalist der sozialistischen Tageszeitung Het Volk. 1908 schrieb er seine zweite Novelle Pathologieën und danach vor allem jüdische und schwule Poesie. De Haan wurde 1924 im Auftrag der zionistischen Hagana in Palästina ermordet, weil er gegen aggressiven Zionismus war und eine friedliche Lösung bevorzugte. In der jüdischen Öffentlichkeit in Palästina gab es damals auch die Erzählung, dass Araber, mit deren Kindern de Haan ein Verhältnis gehabt habe, für den Mord verantwortlich seien, was sein Mörder Jahrzehnte später widerlegte. De Haan ist heutzutage eine Symbolfigur, sowohl für Homosexuelle in den Niederlanden, als auch für orthodoxe Juden in Israel.

#### Aan eenen jongen visscher / An einen jungen Fischer
Rozen zijn niet zoo schoon als uwe wangen,

Tulpen niet als uw bloote voeten teer,

En in geen oogen las ik immer meer

Naar vriendschap zulk een mateloos verlangen.

Achter ons was de eeuwigheid van de zee,

Boven ons bleekte grijs de eeuwige lucht,

Aan 't eenzaam strand dwaalden alleen wij twee,

Er was geen ander dan het zeegerucht.

Laatste dag samen, ik ging naar mijn Stad.

Gij vaart en vischt tevreden, ik dwaal rond

En vind in stad noch stiller landstreek wijk.

Ik ben zóo moede, ik heb veel liefgehad.

Vergeef mij veel, vraag niet wat ik weerstond

En bid dat ik nooit voor uw schoon bezwijk.
Rosen sind nicht so schön wie Deine Wangen,

Tulpen nicht wie Deine nackten Füße zart,

Und in keinen Augen las ich jemals mehr

Nach Freundschaft solch ein maßloses Verlangen.

Hinter uns war die Ewigkeit der See,

Über uns bleichte grau die ewige Luft,

Am einsamen Strand wanderten nur wir zwei,

Da war nichts anderes als das Meeresrauschen.

Letzter Tag zusammen, ich ging in meine Stadt.

Du fährst und fischst zufrieden, ich irre herum

Und finde weder in Stadt noch stillerem Landstrich Zuflucht.

Ich bin so müde, ich habe viel geliebt.

Vergib mir viel, frag nicht wem ich widerstand

Und flehe, dass ich niemals deiner Schönheit erliege.

## Verwendung und Feierlichkeiten

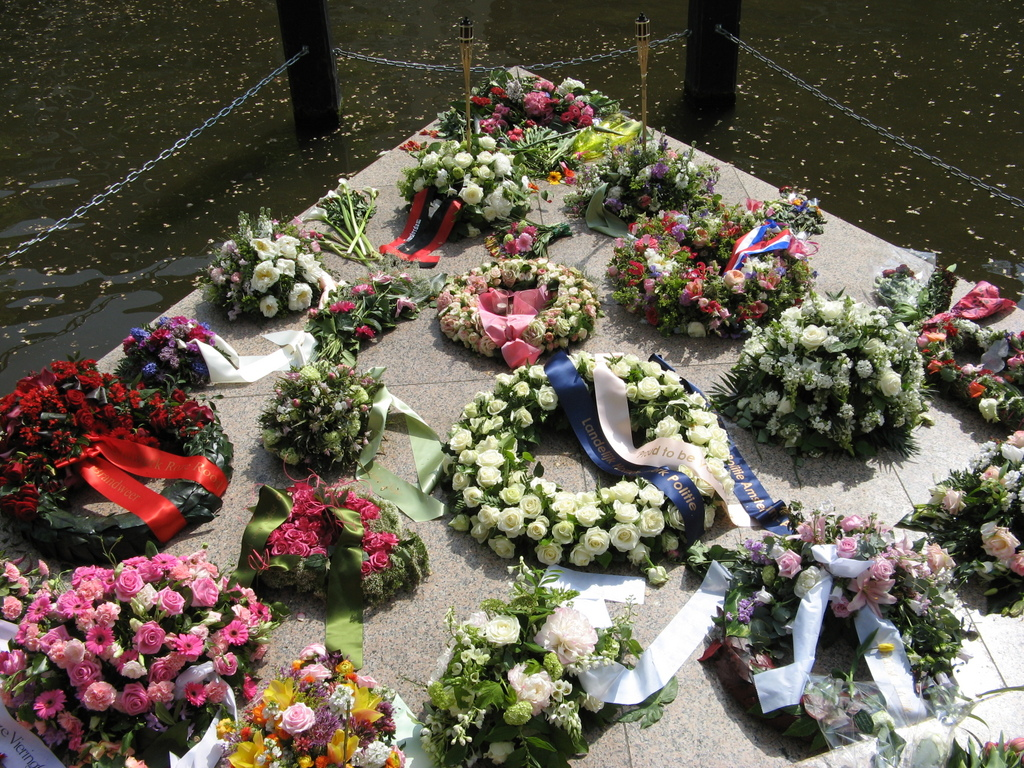
Der Winkel an der Gracht am 6. Mai 2007, zwei Tage nach dem Totengedenktag

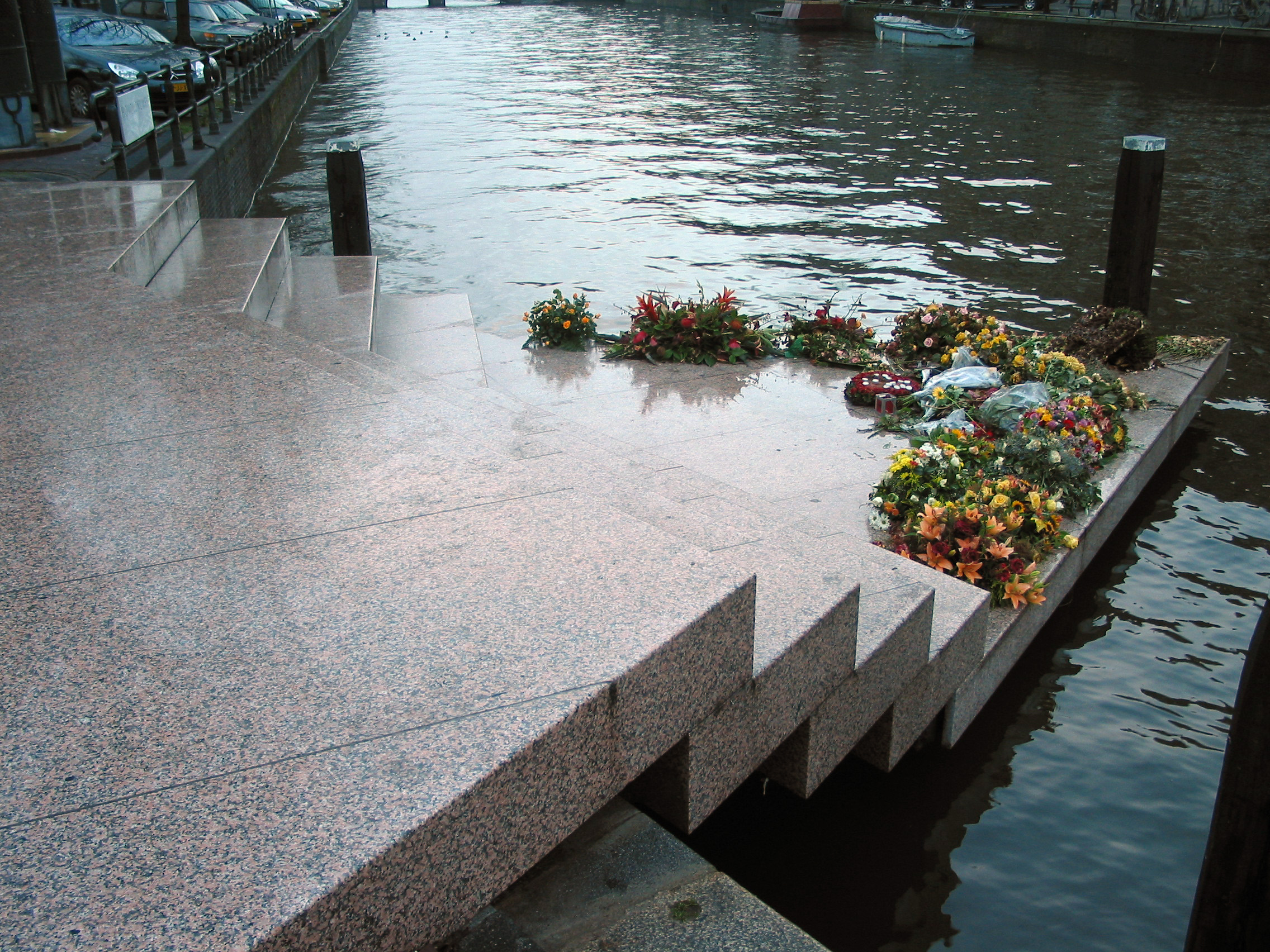
Der Winkel am 30. November 2003, einen Tag vor dem Welt-AIDS-Tag

An den Stufen werden vor allem Blumen zum Gedenken niedergelegt und das Podest wird von den Menschen als Treffpunkt oder auch als Bühne bei Veranstaltungen genutzt.
Jedes Jahr am 4. Mai, dem nationalen Totengedenktag, wird der homosexuellen Opfer des Nationalsozialismus gedacht. Dazu versammeln sich Vertreter politischer Parteien, gesellschaftlicher Organisationen, des Militärs, der Polizei, Würdenträger und Bürger und legen Kränze nieder. Im Gegensatz dazu wird an diesem Platz am 5. Mai, dem Bevrijdingsdag („Befreiungstag“), und am 27. April, dem Koningsdag, ausgelassen gefeiert.
Es ist das weltweit bekannteste und am meisten bewunderte Denkmal dieser Art. Auch individuell wird es genutzt. Schwule und Lesben aus aller Welt legen während des ganzen Jahres Blumen im Gedenken an verstorbene Partner und Freunde nieder; sie tanzen darauf, fotografieren oder umarmen sich an diesem Platz.
Seit 1988 existiert eine Informationstafel in den Sprachen Niederländisch, Englisch und Französisch. Wegen der internationalen Bekanntheit des Monuments wurde sie später um die Sprachen Deutsch, Italienisch, Spanisch, Russisch, Türkisch, Arabisch, Chinesisch, Japanisch und Hebräisch erweitert.

## Entstehungsgeschichte
Die Idee für ein öffentliches Denkmal, um aller bi- und homosexuellen Kriegsopfer und der Verfolgung zu gedenken, gab es bald nach dem Krieg, sie wurde aber erst konkreter, als Sichtbarkeit ein politisches Ziel für viele Schwule und Lesben wurde. Die ersten Träume über ein „Monument für den unbekannten Homosexuellen“ wurden 1961 von Jef Last unter dem Pseudonym Ohira niedergeschrieben. Am 4. Mai 1970 hatten LGBT-Aktivisten vor dem Nationalmonument am Dam einen Kranz aus Lavendel niedergelegt (→Symbolik von Violett). Dieser wurde aber von der Polizei entfernt, als Schändung bezeichnet und die Aktivisten inhaftiert. Während der 1970er wurden solche Aktionen mit unterschiedlichem Erfolg wiederholt. Zeitlich fallen diese und die folgenden Ereignisse auch mit weltweit vereinzelten Initiativen zur Erforschung der Verfolgung Homosexueller während des Nationalsozialismus in den 1970ern und einer beginnenden breiteren historischen Aufarbeitung ab den 1980ern zusammen.
Im Mai 1979 startete mit einem offenen Brief des Homo-Aktivisten und Mitglieds der Pacifistisch Socialistische Partij Bob van Schijndel (* 1945) an den Bürgermeister eine konkrete Initiative für ein eigenes Denkmal. Manche Mitglieder des Stadtparlaments sprachen sich dagegen aus, aber durch eine Koalition verschiedener Organisationen der niederländischen Lesben- und Schwulenbewegung gelang es, das Stadtparlament umzustimmen. Auch internationale Unterstützung stellte sich ein. Im Herbst desselben Jahres wurde die Stiftung Homomonument gegründet. Die Gemeinde bestimmte einen Platz, wo das Denkmal stehen durfte. 1980 startete ein durch das Stadtparlament abgesegnetes Komitee, dem Vertreter der verschiedenen LGBT-Organisationen, Mitglieder der Stadtverwaltung und Design-Fachleute angehörten, einen Wettbewerb. Die Jury entschied sich 1981 für den Vorschlag der Künstlerin Karin Daan (* 1944). Es dauerte aber noch einige Zeit, bis Geld für den Bau gesammelt war. Umgerechnet 180.000 Euro wurden meist von Einzelspendern zur Verfügung gestellt sowie durch Benefizveranstaltungen gesammelt. Firmen wollten ihren Namen nicht mit dem Projekt in Verbindung bringen. Die große Nacht voor het Ochtendgloren („Nacht vor der Morgendämmerung“) am 7. Dezember 1986 im Concertgebouw war die letzte Spenden-Veranstaltung. Wenige Tage später genehmigte das Stadtparlament die fehlenden 50.000 Euro und am 28. April 1987 erfolgte die Grundsteinlegung durch Mini Luimstra-Albeda, dem christdemokratischen Stadtrat für Kunst. Eingeweiht wurde das Denkmal am 5. September 1987, 100 Monate nach der ersten Initiative und 100 Jahre nach der Gründung des Wissenschaftlich-humanitären Komitees, dem historischen Beginn der Schwulen- und Lesbenbewegung.
Im Gegensatz zu den 1979 vom US-Amerikaner George Segal geschaffenen Skulpturen Gay Liberation, welche an den Stonewall-Aufstand erinnern und in New York City und Los Angeles aufgestellt wurden, gab es gegen das Homomonument keine Proteste. Dies mag auf mehrere Faktoren zurückzuführen sein: Das Projekt Homomonument profitierte von der größeren, über mehrere Jahrzehnte gewachsenen allgemeinen Toleranz in Amsterdam. Es verwendet abstrakte Symbole und keine Personenskulpturen, die ethnische und kulturelle Typen darstellen. Zusätzlich waren von Beginn an verschiedene Gruppen der schwul-lesbischen Gemeinschaft involviert. Und zuletzt lebt zwar Daan offen lesbisch, aber dies wurde kein Thema bei der Auswahl, da diese auf einem Wettbewerb basierte, bei dem viele unterschiedliche Personen teilnahmen.
Ein Modell des Homomonuments im Maßstab 1:25 und mit einer Seitenlänge von 160 Zentimeter kann im Madurodam in Den Haag neben dem Einkaufszentrum Magna Plaza und dem Rijksmuseum besichtigt werden. Es wurde am 24. Oktober 2006 neben anderen Objekten vom Amsterdamer Bürgermeister Job Cohen, dem 17-jährigen Bürgermeister von Madurodam Maurits van der Donk und dem COC-Vorsitzenden Frank van Dalen eingeweiht. Das Projekt war vom COC initiiert worden und wurde von anderen Homo-Organisationen unterstützt.
Zum 20‐jährigen Jubiläum wurde von 9. bis 10. September 2007 gefeiert. Außerdem zeigte die öffentliche Bibliothek von Amsterdam die Ausstellung (Homo-)Monument van Trots („(Homo-)Monument von Stolz“) bis 6. Januar 2008, wo auch verschiedene Fachleute und Besucher aus aller Welt erklärten, was das Monument für sie bedeutet. Danach ging die Ausstellung auf Tour.